# Francisco Ruiz Samaniego
Francisco Ruiz Samaniego (fl. 1618-1665) fue un compositor y maestro de capilla español.

## Vida
No se conoce el origen de Francisco Ruiz Samaniego. Es posible que fuese hermano de José Ruiz Samaniego, pero no hay pruebas documentales que lo demuestren. Diversos autores han especulado con que fuese originario de Segovia o de Laguardia, en la provincia de Álava, pero de nuevo sin documentos que lo prueben. La investigación de su origen está dificultada por la misma circunstancia que lleva a la inseguridad en su biografía en general: el compositor a menudo es nombrado como «Francisco Ruiz», sobre todo en sus primeros años, un nombre muy común que podría referirse a varios compositores y no solo a uno.
Las primeras noticias que se tienen de Ruiz son de un «Francisco Ruiz» que era contralto del coro de la capilla de música de la Catedral de Segovia en 1618. La noticia indica que abandonaba su ración.
Tras la partida del maestro Urbán de Vargas a Pamplona, la vacante del cargo de maestro de capilla de la Catedral de Huesca fue concedida el 20 de noviembre de 1630 a un «Francisco Ruiz», que se identifica con Francisco Ruiz Samaniego. Parece que Ruiz fue expulsado del cargo al año siguiente, el 2 de agosto de 1631, por haber «intentado convencer a los infantes de que se fueran de la Catedral de Huesca».
Las siguientes noticias que se tienen de un «Francisco Ruiz» son de su elección al magisterio de la Catedral de Santo Domingo de la Calzada el 23 de julio de 1633. Parece que por entonces era maestro de capilla de la Colegiata de Alfaro. De nuevo, no permanecería por mucho tiempo, ya que el 16 de febrero de 1635 se despedía para ejercer el magisterio del Monasterio de las Huelgas, en Burgos. Se sabe que en 1642 era maestro de capilla de la Catedral de Astorga, ya que aparece así en la documentación de la oposición para el magisterio de la Catedral de Toledo que se acabó realizando en 1644. En las oposiciones se enfrentó a Juan Rubion, maestro de la Catedral de León, y a Luis de Garay, maestro de la Catedral de Guadix. Consiguió el cargo Luis de Garay.

### Magisterio en Málaga
Su etapa en la Catedral de Málaga es mejor conocida gracias a los estudios del musicólogo Andrés Llordén y a que a partir de 1646 Ruiz aparece nombrado en la documentación como «Francisco Ruiz Samaniego». Ruiz se desplazó a Málaga para participar en las oposiciones al magisterio de la Catedral el 26 de septiembre de 1646. Los exámenes tuvieron que retrasarse por enfermedad de Ruiz y se realizaron finalmente el 2 de octubre, resultando elegido el 22 de octubre.
Sus relaciones con el cabildo malagueño tuvieron altibajos. En octubre de 1649 el cabildo le pidió que realizara un inventario de los legajos y libros de música, a lo que Ruiz se negó, alegando, de forma incorrecta, que no era la costumbre en otras Catedrales. En enero de 1650 comenzaron las quejas por no realizar sus funciones de forma satisfactoria. Se le conminó a que cumpliese con su obligación de enseñar canto de órgano todos los días, bajo multa de 4 reales por cada hora lectiva no dada. En cambio, en el mismo texto se le concedía 100 reales por los dos años que había estado cantando en el coro. En diciembre de 1650 fue multado. En mayo de 1652 volvió a ser amonestado por no enseñar canto a los seises y colegiales, a lo que Ruiz alegó problemas de salud por las que tuvo que «mudar de templo y aires» durante un tiempo. En marzo de 1653 hubo nuevas quejas porque «no cumplía con su obligación en cosa alguna, que las completas de los sábados se dicen tan mal que provoca a poca devoción, que los misereres que se cantan en la cuaresma los viernes no se componen con cosas de novedad, sino antigüedades que causan risa a los que las oyen.»

### Magisterio en Burgos
El 24 de octubre de 1653 comunicó al cabildo malagueño que había sido llamado por la Catedral de Burgos para el magisterio, que había quedado vacante al desplazarse Urbán de Vargas a Zaragoza. En realidad Ruiz había escrito al cabildo burgalés ofreciéndose, tras enterarse de la marcha de Vargas, a cambio de la colación y la posesión del canonicato del maestro de capilla. El cabildo le respondió que le daría el salario, «pero la colación ni posesión no, por estar excluido antes de ahora.» A lo que Ruiz respondió que aceptaría el cargo si le daban ayuda de costa para el viaje. El 19 de septiembre de 1653 el cabildo acordó darle 600 reales «en consideración de las muchas noticias que hay de sus buenas artes y el mucho gasto que en camino tan largo ha de hacer». El arzobispo de Burgos, Francisco Manso de Zúñiga, que al parecer favorecía a Ruiz, decidió poner otros 100 ducados anuales sobre lo ofrecido por el cabildo. Fue recibido en Burgos el 13 de julio de 1654.
Durante su etapa burgalesa fue maestro de los compositores Luis de Bonafonte, posteriormente maestro de las colegiatas de Vitoria y Borja, y Juan García de Salazar, posteriormente maestro de las catedrales de El Burgo de Osma y Zamora. Sus relaciones con el cabildo fueron muy buenas, ya que a pesar de descuidar sus obligaciones como en otras ocasiones, el cabildo lo reprendió, pero lo realizó «con toda templanza, más en forma de consejo que de reprehensión, por ser tan leves las ocasiones y lo mucho que el Cabildo estima su persona».
El 13 de marzo de 1661 informaba al cabildo que los fríos de Burgos le estaban perjudicando la salud y que necesitaba un clima más benigno. En la carta mencionaba que había rechazado ofertas de las catedrales de Valencia, Santiago y Sevilla, y una de teniente de la Capilla Real, que había rechazado, pero que había aceptado la de Málaga. El cabildo le concedió el permiso para abandonar el puesto y se afanó en buscar un sustituto, que encontraron en Juan de La Madrid.

### Segundo magisterio en Málaga
Tras partir Ruiz de Málaga en 1653, el cabildo malagueño ofreció el cargo a Juan Pérez Roldán, maestro de capilla de las Descalzas Reales en Madrid. Pérez Roldán inicialmente aceptó, pero se volvió atrás. Seguidamente se ofreció a Luis de Garay, maestro de la Catedral de Granada, que tras poner dificultades aceptó el cargo, pero que, de nuevo, por razones desconocidas, desistió del cargo en Málaga. Entretanto, de 1655 a 1661, sería Francisco Navarro el que realizara la función de forma interina.
El 12 de abril de 1661 Francisco Ruiz Samaniego tomó posesión de nuevo del magisterio de la Catedral de Málaga. En sus tres primeros años se ocuparía de la reforma de la capilla, ya que faltaban varios cantores e instrumentista. El 21 de febrero de 1665 se le menciona en una disputa con el cantor racionero Andrés Cascante, que le recrimina haber elegido un miserere antiguo, en vez de otro de más lucimiento. Posteriormente se le menciona en unos permisos para marchar a Antequera; sería la última mención en las actas capitulares hasta la noticia de su fallecimiento, que aparece en las actas el 12 de febrero de 1666.

## Obra
Según los musicólogos José López Calo y Luís Antonio González Marín,

[...] se ha visto cómo durante su estancia en Málaga en más de una ocasión se insistió a Francisco Ruiz en la necesidad de que renovara el repertorio, particularmente los misereres, lo que pone de manifiesto un deseo, implícito en el ambiente musical español del s. xvii (frente a las habituales calificaciones de conservadurismo que se dirigen hacia este período), de novedad, de modernidad y de lucimiento para los intérpretes. A este respecto ha de reflexionarse sobre el hecho de que en algunas composiciones de Ruiz Samaniego se encuentren pasajes de mayor dificultad vocal de lo que es frecuente encontrar en la música española conocida de su tiempo, aunque es mucho lo que queda por conocer y estudiar.

Se han conservado obras de Ruiz en dos archivos de catedrales españolas:
- Archivo de las catedrales de Zaragoza: 
  - dos misas, una a diez voces y otra a doce;
  - un Magnificat a ocho voces;
  - un salmo, Cum invocarem a doce voces;
  - un salve, Salve, a doce voces;
  - villancicos a la Asunción: Vuela palomita a ocho voces;
  - villancicos al Santísimo: Gorjeándose los serafines a ocho voces, Grande fiesta hay en la iglesia a dos voces, Pan divino a cuatro, Pedro Crespo el alcalde a once voces, y Sólo a vos, espiga del cielo a ocho voces;
  - villancicos de Navidad: Gran fiesta hace esta noche a cuatro voces, Oh qué bien cantan a cuatro voces, Serafines que dais en el trono a cuatro voces, Va de juego y enigmas a seis voces, Vénganle todos a ver a ocho voces;
  - villancicos a otros asuntos: Mirones a ver jugar a ocho voces.
- Archivo de la Catedral de Burgos:
  - dos salmos: In te, Domine, speravi a 10 voces, Qui habitat a 12 voces;
  - un villancico al Santísimo: Enigma compendio a 4 voces.